# Marzabotto
Marzabotto é uma comuna italiana da região da Emília-Romanha, província de Bolonha, com cerca de 6.257 habitantes. Estende-se por uma área de 74 km², tendo uma densidade populacional de 85 hab/km². Faz fronteira com Grizzana Morandi, Monte San Pietro, Monzuno, Sasso Marconi, Savigno, Vergato.

## Demografia
| Variação demográfica do município entre 1861 e 2011                               |
|                                                                                   |
| Fonte: Istituto Nazionale di Statistica (ISTAT) - Elaboração gráfica da Wikipedia |